# Trilith

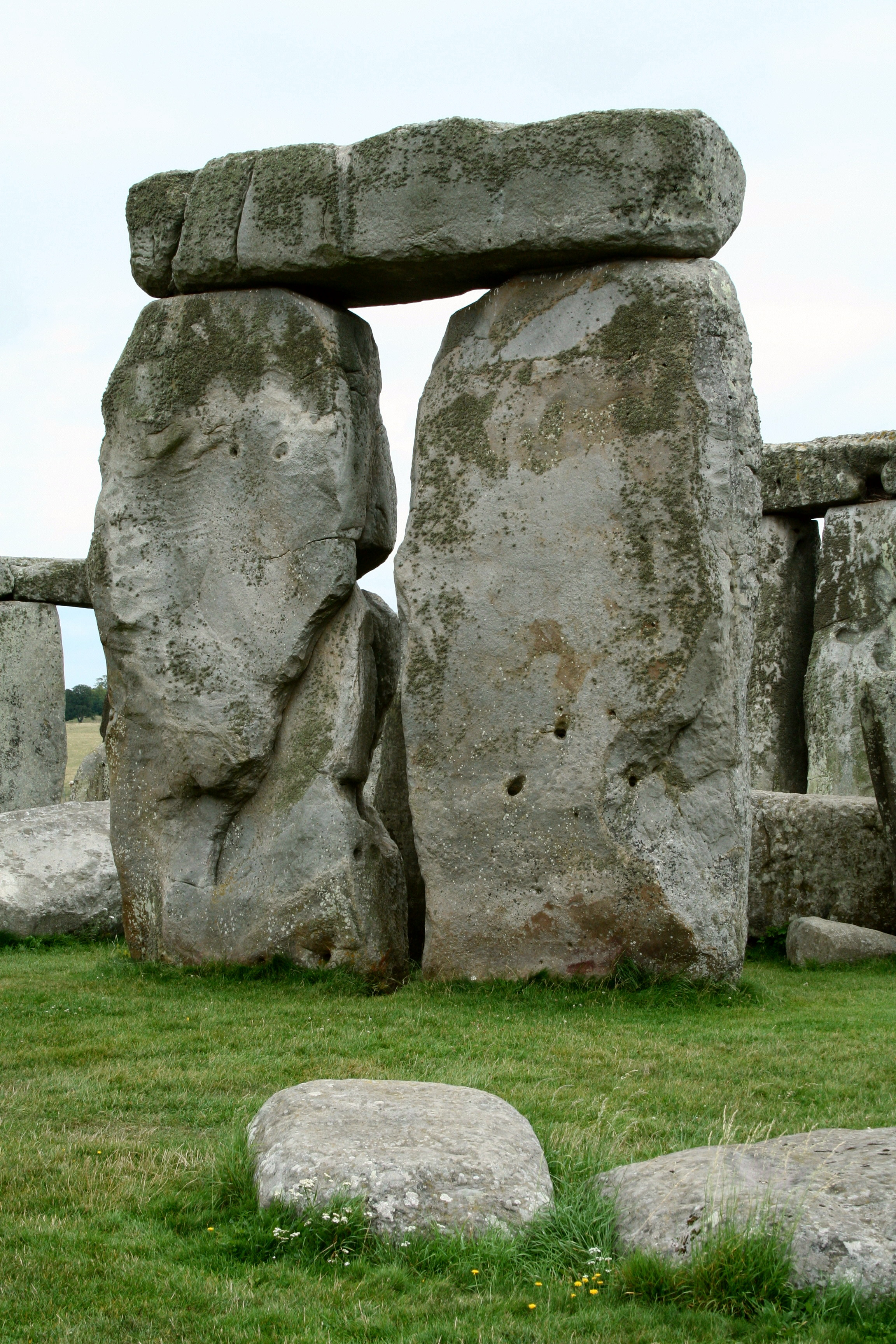
Trilith (Stonehenge)

Ein Trilith (altgriechisch τρεῖς, τρία treis, tria, deutsch ‚drei‘ und λίθος lithos ‚Stein, Fels‘) ist ein Torbau, Durchgang oder ein architektonisches Bauelement, das aus zwei Tragsteinen und einem aufliegenden (dritten) Deckstein besteht, eine eigenständige Statik hat und nicht unmittelbar mit anderen Bauelementen verzahnt ist.

## Vorgeschichte
Trilithen (englisch Trilithon) wurden vor allem in neolithischen oder bronzezeitlichen Bauten in Megalithbauweise verwendet, unter anderem in Stonehenge oder in den Tempeln auf Malta (Ħaġar Qim, Kordin, Mnajdra, Tarxien an der Ġgantija). Der Einsatz von dreipunktaufgelegten unbearbeiteten Steinen, wie sie zum Beispiel bei den Jochkonstruktionen von Ganggräbern oder Großdolmen vorkommen, erfüllt das Kriterium indes nicht, denn es werden ausschließlich torartige dreisteinige Bauweisen so bezeichnet, selbst wenn sie, wie im Sarsenkreis von Stonehenge keine Torfunktion hatten.

## Baalbek

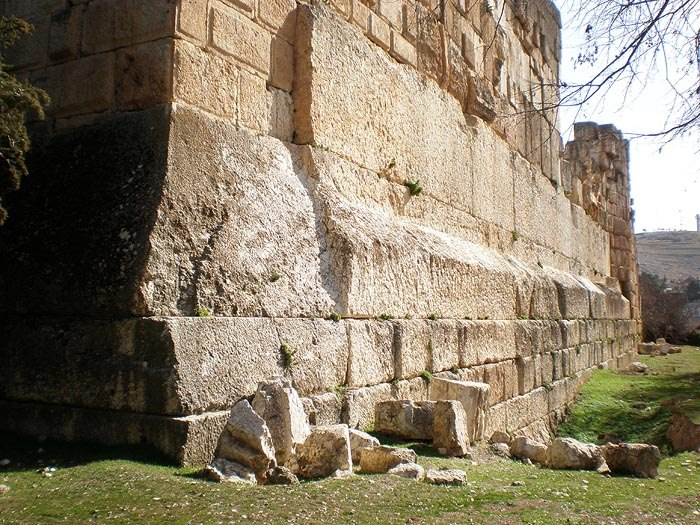
Podium des Jupitertempels mit den drei Trilithos (obere Reihe)

Abweichend vom normalen Sprachgebrauch wird auch eine Dreiergruppe nebeneinanderliegender Riesenbausteine in den für ihren Gigantismus bekannten römischen Tempelanlagen von Baalbek im Libanon als Trilith bezeichnet. Ihr durchschnittliches Gewicht beläuft sich auf 800 t, wodurch das Ensemble nicht nur zu den größten antiken Monolithen, sondern sogar der gesamten Geschichte zu rechnen ist.